# Kantatie 55
La Kantatie 55 (in svedese Stamväg 55) è una strada principale finlandese. Ha inizio a Porvoo e si dirige verso nord-ovest, dove si conclude dopo 36 km nei pressi di Mäntsälä.

## Percorso
La Kantatie 55 attraversa, oltre i comuni di partenza e di arrivo, il solo comune Askola.